# Augusto Righi (senatore)
Augusto Righi (Verona, 28 febbraio 1831 – Verona, 29 gennaio 1902) è stato un politico italiano.
Fu senatore del Regno d'Italia nella XVII legislatura.